# Квинт Камурий Нумизий Юниор
Квинт Камурий Нумизий Юниор (на латински: Quintus Camurius Numisius Iunior) е политик и сенатор на Римската империя през 2 век.
През 161 г. той е суфектконсул заедно с Марк Аний Либон.